# رانی یحیی
رانی یحیی (انگلیسی: Rani Yahya؛ زادهٔ ۱۲ سپتامبر ۱۹۸۴) ورزشکار هنرهای رزمی ترکیبی اهل برزیل است. وی از سال ۲۰۰۲ میلادی تاکنون مشغول فعالیت بوده‌است.